# Calok (Simpang Mamplam)
Calok is een bestuurslaag in het regentschap Bireuen van de provincie Atjeh, Indonesië. Calok telt 522 inwoners (volkstelling 2010).